# فرودگاه نیروی هوایی سلطنتی جزیره اسنشن
فرودگاه نیروی هوایی سلطنتی جزیره اسنشن (به انگلیسی: RAF Ascension Island) یک فرودگاه است . این فرودگاه در کشور انگلستان قرار دارد .